# Palais Granovsky de Granov
Pour les articles homonymes, voir Granovski.
Le palais Granovski de Granov (en tchèque, palác Granovských z Granova) à Prague est un palais de la Renaissance avec galerie à arcade au premier étage de la façade de la cour. Le palais se dresse dans la cour du Týn, au sein de la Vieille Ville de Prague. Il est protégé en tant que monument culturel de la République tchèque.

## Histoire du palais

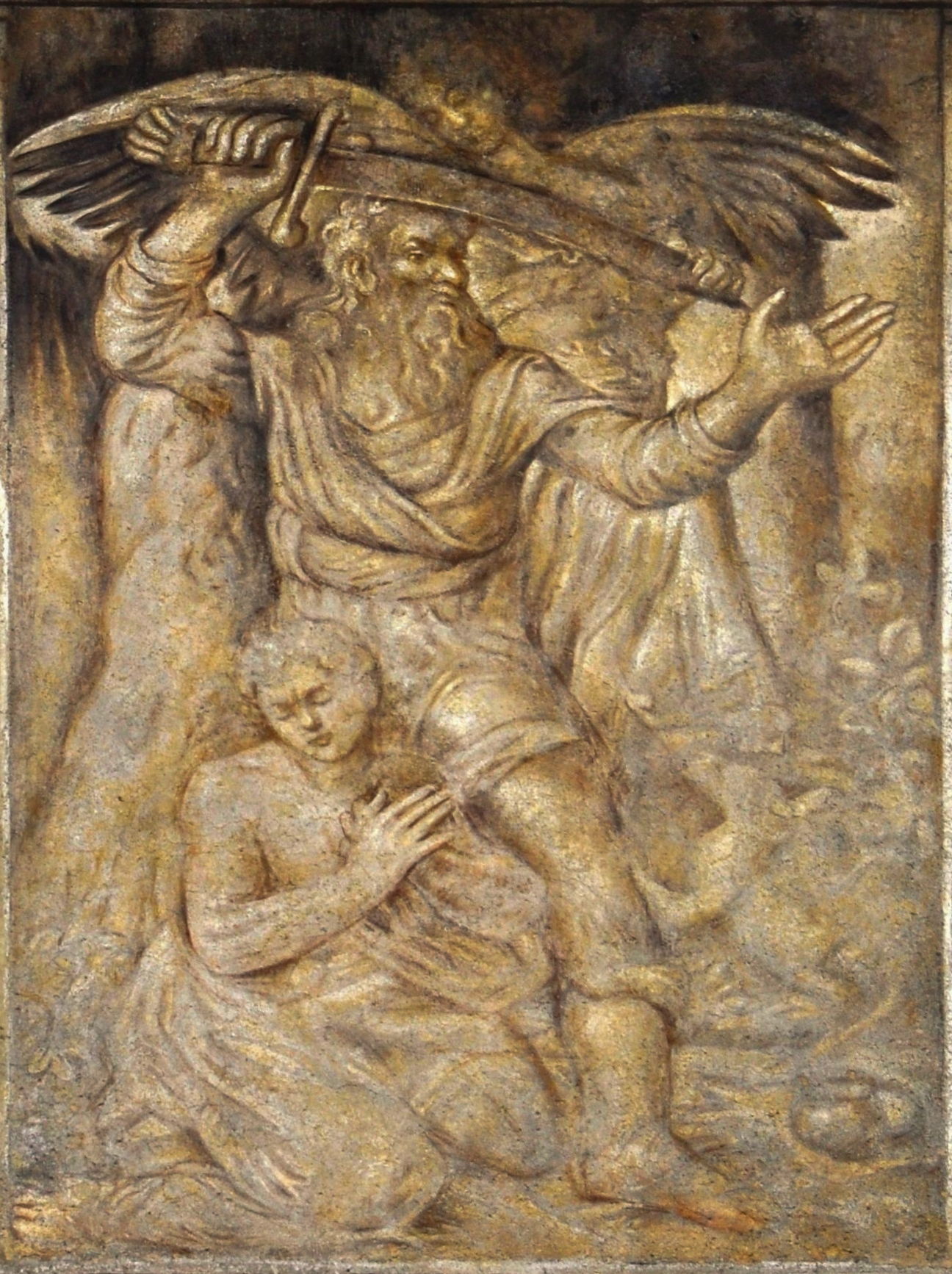
Fresque Abraham sacrifiant Isaac sur un mur du palais.

Le palais a été construit en 1558 pour Jakub Granovský de Granova, administrateur de l'Ungelt (gestion des douanes et de l'octroi) ; un décret de l'empereur Ferdinand Ier lui a accordé le terrain. 
Le palais Granovsky est l'un des plus beaux palais de la Renaissance à Prague. Les fresques au premier et au deuxième étages de la façade principale sont dues au peintre italien Francesco Terzio ; les peintures représentent des figures allégoriques et des motifs bibliques : Adam et Ève, Caïn et Abel, Loth et sa fille, Abraham sacrifiant Isaac, Joseph et Putiphar, Samson et Dalila, David et Bethsabée.

## Galerie

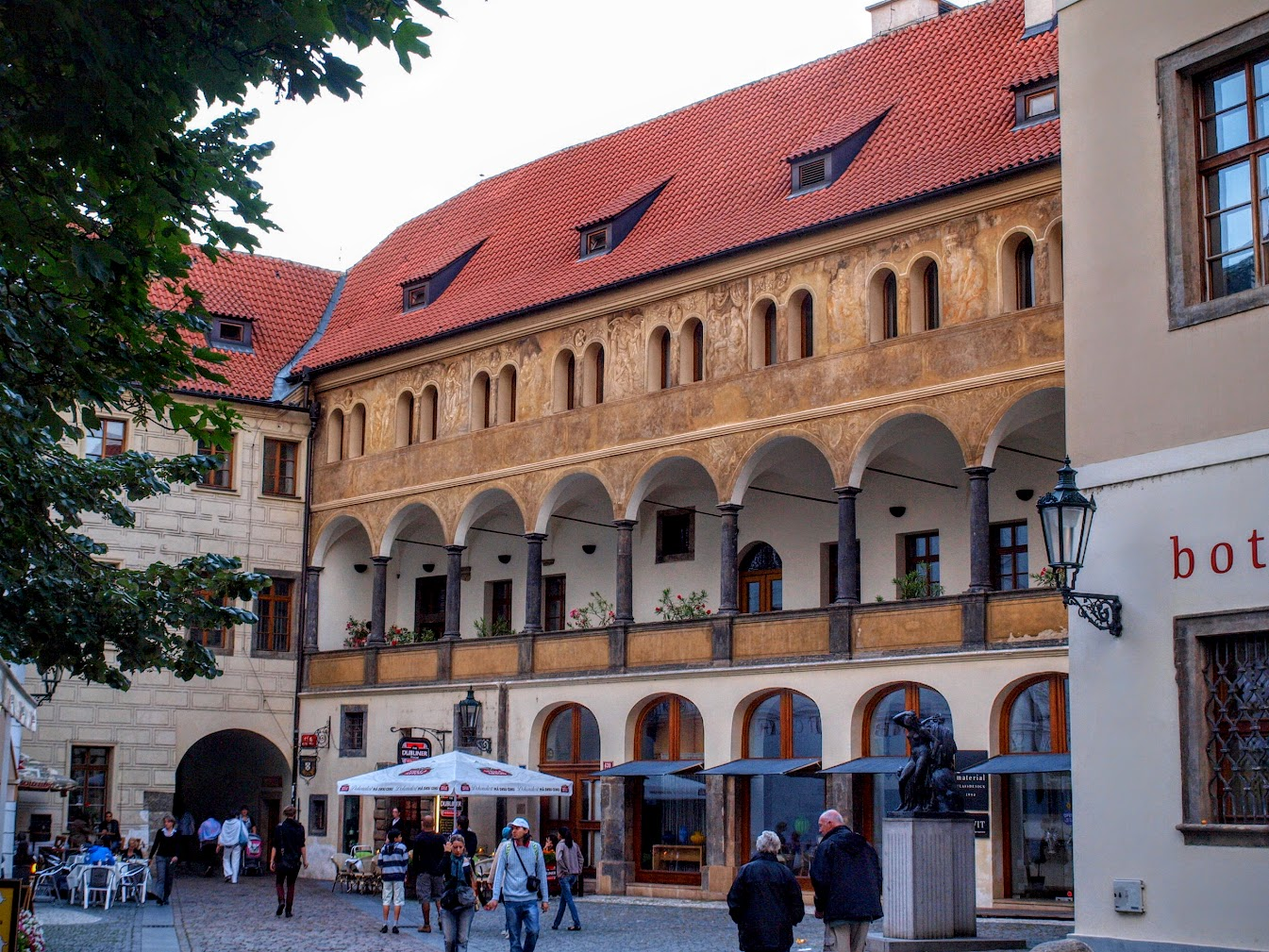
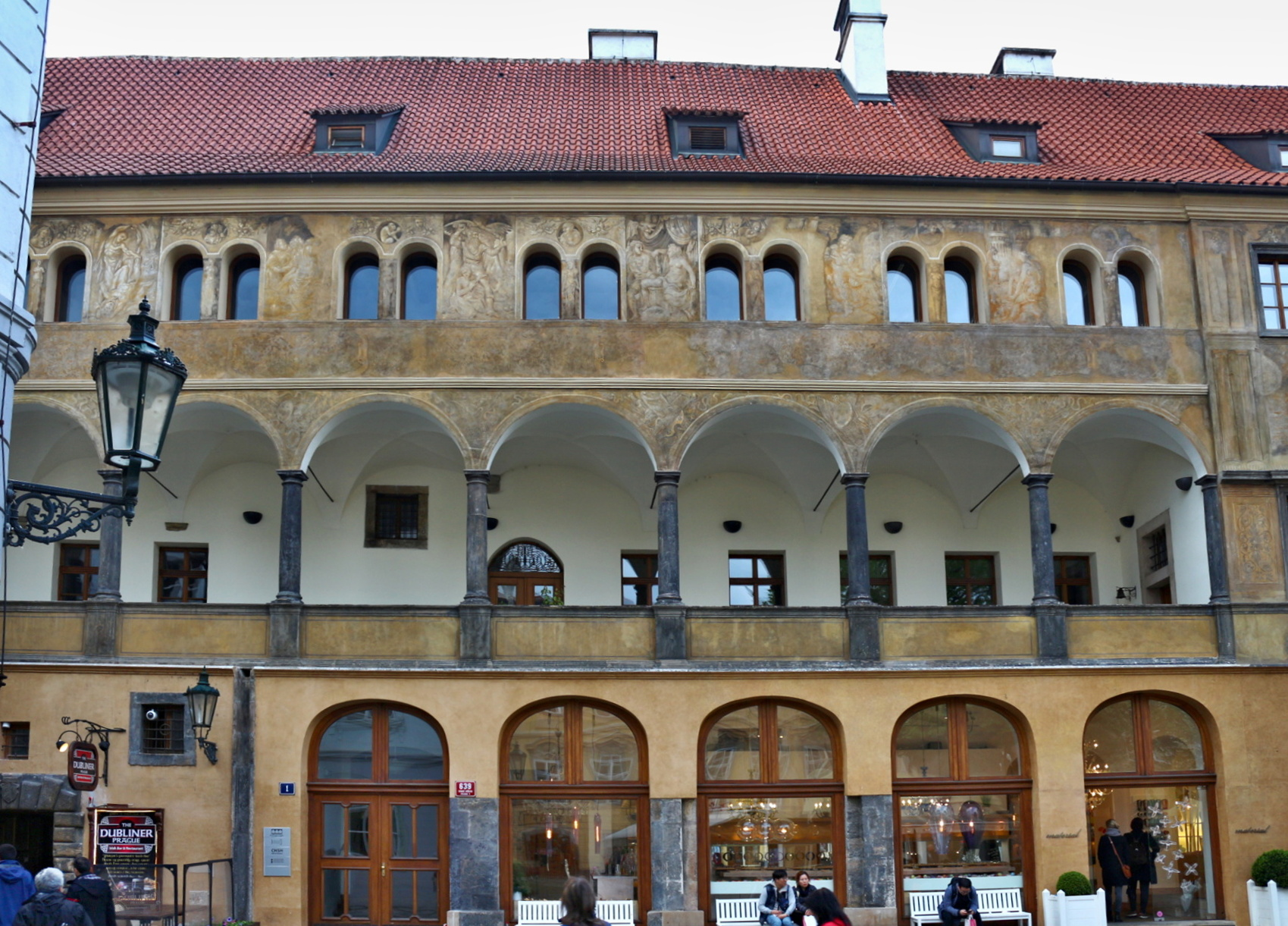
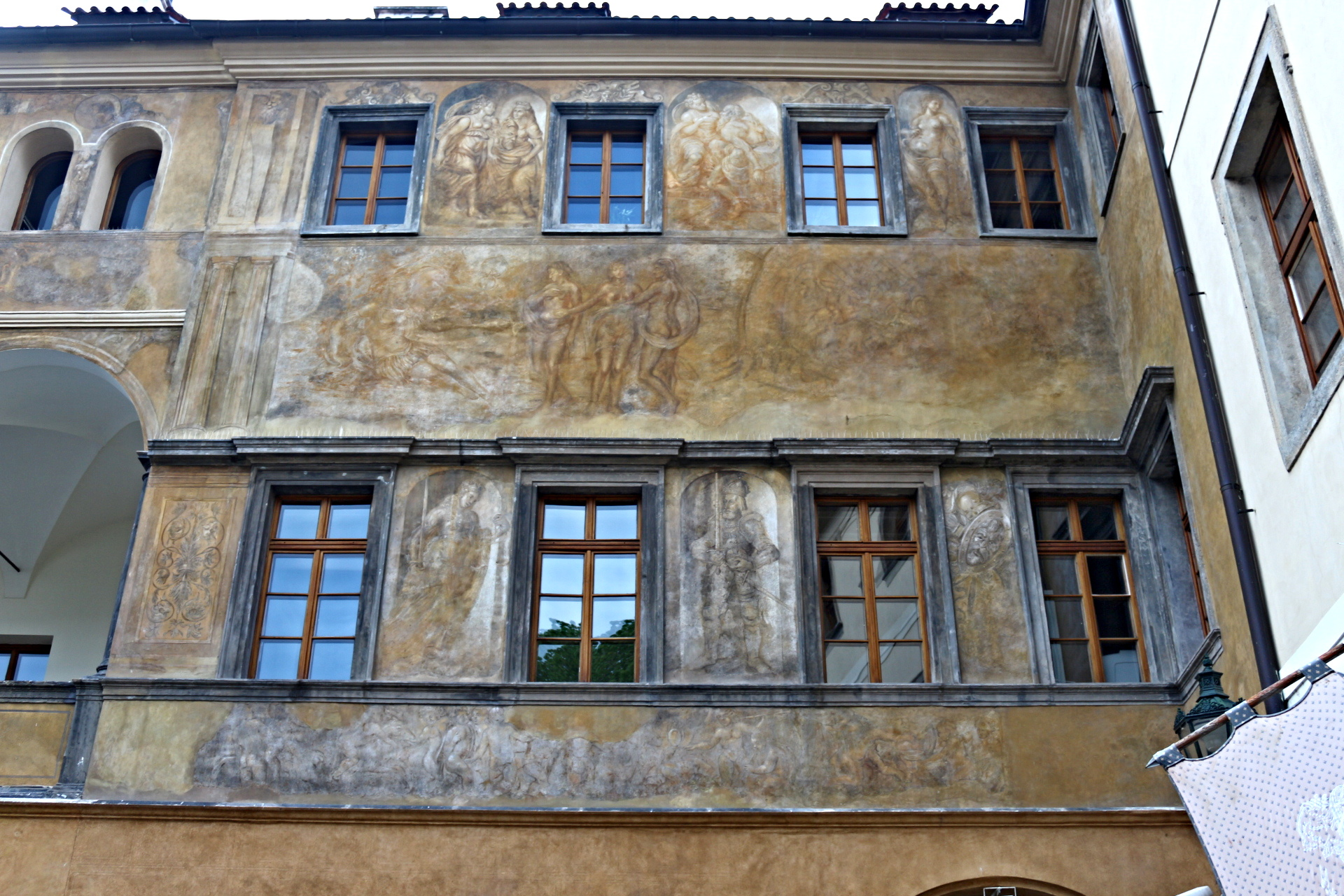
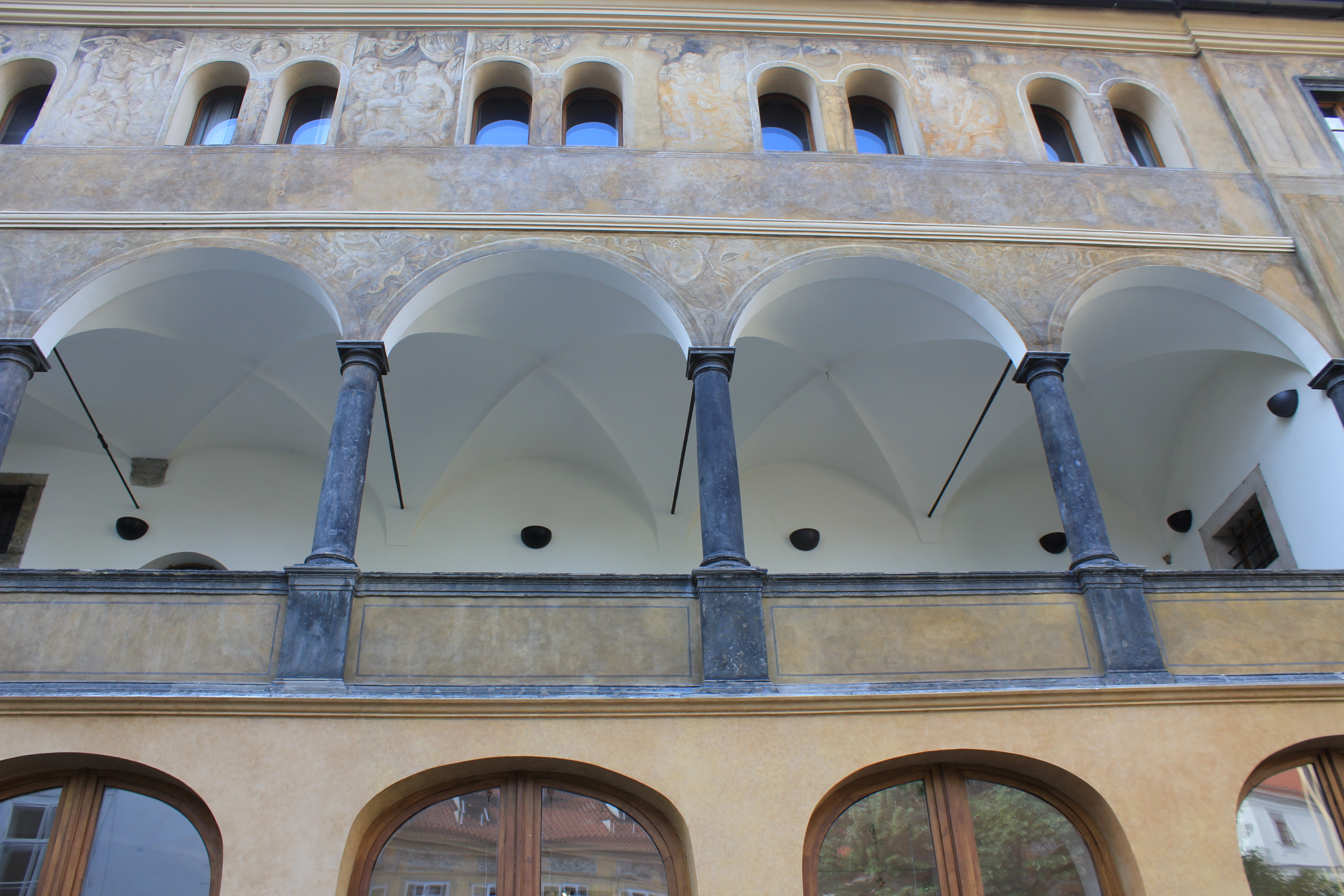